# تویوتا اوریجین
تویوتا اوریجین (انگلیسی: Toyota Origin) یک خودروی سدان کامپکت ساخت تویوتا است که از سال ۲۰۰۰ تا ۲۰۰۱ به تعداد ۱۰۷۳ عدد توسط تویوتا ساخته شد. این خودرو منحصراً برای بازار ژاپن طراحی شده بود.